# IGNITION (SEX MACHINEGUNSのアルバム)
『IGNITION』（イグニッション）は、SEX MACHINEGUNSの4枚目のスタジオ・アルバム。

## 概要
前作『Barbe-Q★マイケル』以来、1年7ヶ月ぶりとなるオリジナル・アルバム。
本作を制作するにあたり、50曲を作成しており、その中から13曲を厳選して収録している。
コピーコントロールCD仕様である。
2003年3月24日に解散を発表し、同年8月13日に解散したため、解散前最後のオリジナル・アルバムとなった。

## 収録曲
（全作詞・作曲（特記以外）：Anchang / 全編曲：SEX MACHINEGUNS）
1. 暴走ロック
作詞・作曲：Anchang・NOISY
シングル版とは異なり、「ファミレス・ボンバー」のAメロが流れているカーステレオの音声のカット・車のSEの短縮がなされている。
2. 頬白鮫の悲劇
作詞・作曲：Anchang・CIRCUIT.V.PANTHER
3. 圏外なわたし
4. そこに、あなたが.....
作詞：Anchang・CLUTCH.J.HIMAWARI・NOISY
5. サイレン
6. Spice
7. 悪魔の化身
作詞・作曲：Anchang・NOISY
8. 日曜日
9. 逆風
10. 夏でも寒い
作詞・作曲：Anchang・NOISY
11. 野獣になりたい
12. 刺身と山葵
13. 世直しGOOD VIBRATION